# شركة السكك الحديدية في المغرب
شركة السكك الحديدية في المغرب (بالفرنسية: Compagnie des chemins de fer du Maroc) هي شركة فرنسية اختصت ببناء سكك حديدية في المغرب حلال فنرة الحماية الفرنسية. منذ 1916، كانت فرنسا تعتبر معفية من بنود الإتفاقية الفرنسي الألماني الموقعة بتاريخ 4 نوفمبر 1911 فشرعت في تخطيط بناء شبكة واسعة للسكك الحديدية القياسية في المغرب. اختيرت ست خطوط رئيسية وبنيت أغلبها بالمقياس الضيق.

## الشركة
الشبكة التي صممتها سلطات الحماية  تولتها يوم 21 أغسطس 1920 شركة السكك الحديدية ي المغرب، وهي شركة مساهمة خاضعة للقانون الفرنسي برأسمال قيمته 50 مليون فرنك فرنسي. وكانت الشركة المغربية العامة والشركة المغربية وشركتي السكك الحديدية : سكك حديد باريس إلى ليون والبحر الأبيض المتوسط وشركة سكك حديد باريس إلى أورليان،  هي من كبار حاملي الأسهم.

## السكك الحديدية
قامت الشركة ببناء أربعة خطوط بدون مشاكل إلا أن الخط من القنيطرة إلى سوق الأربعاء لم يبنى كما تأخرت الأشغال على الخط الرابط بين وجدة وفاس بسبب حملات عسكرية قرب تازة. وكذلك أجلت شؤون تحضُّرية الترابط بين أحياء الدار البيضاء والرباط.
| التاريخ       | الخط                   | الطول   |
| 21 أبريل 1925 | الدار البيضاء - الرباط | 86,0 كم |
| 5 أبريل 1923  | الرباط - سلا           | 11,0 كم |
| 5 أبريل 1923  | سلا - القنيطرة         | 32,0 كم |
| 5 أبريل 1923  | القنيطرة - سيدي قاسم   | 85,0 كم |

قامت الشركة أيضا ببناء الخط السككي الرابط بين الدار البيضاء و مراكش والفرع إلى آسفي :
| التاريخ        | الخط                         | الطول    |
| 14 يوليو 1925  | الدار البيضاء - سيدي العايدي | 58,0 كم  |
| 14 يوليو 1925  | سيدي العايدي - سطات          | 15,0 كم  |
| 14 يوليو 1925  | سطات - مشرع بن عبو           | 45,0 كم  |
| 7 نوفمبر 1928  | مشرع بن عبو - مراكش          | 129,0 كم |
| 23 نوفمبر 1932 | بن جرير- اليوسفية            | 59,0 كم  |
| 7 مايو 1936    | اليوسفية - آسفي              | 83,0 كم  |